# Formosopyrrhona longula
Formosopyrrhona longula är en skalbaggsart som beskrevs av Holzschuh 1999. Formosopyrrhona longula ingår i släktet Formosopyrrhona och familjen långhorningar. Inga underarter finns listade i Catalogue of Life.